# Infiniti QX70
 Infiniti QX70 —  представительский кроссовер, выпускаемый с 2002 года компанией Nissan под брендом Infiniti. До 2014 года носил название Infiniti FX. FX сменил модель QX4, среднеразмерный SUV, хотя QX4 был меньше, чем FX. Он построен на платформе FM, как и заднеприводное спортивное купе Nissan 370Z. С 2008 года выпускается второе поколение. Infiniti FX продаётся в Японии, но только с правым рулём.
Похожий по размерам автомобиль Nissan Murano строился на платформе D, как и переднеприводная Nissan Altima. FX и QX56, разделяющие платформу с Nissan Armada, не продавались в Японии.
С 2009 модельного года начало выпускаться второе поколение FX, известное как FX35 и FX50.
В 2017 году выпуск автомобиля был прекращён.. В том же году с конвейера сошёл последний QX70 серебристого цвета.

## Первое поколение

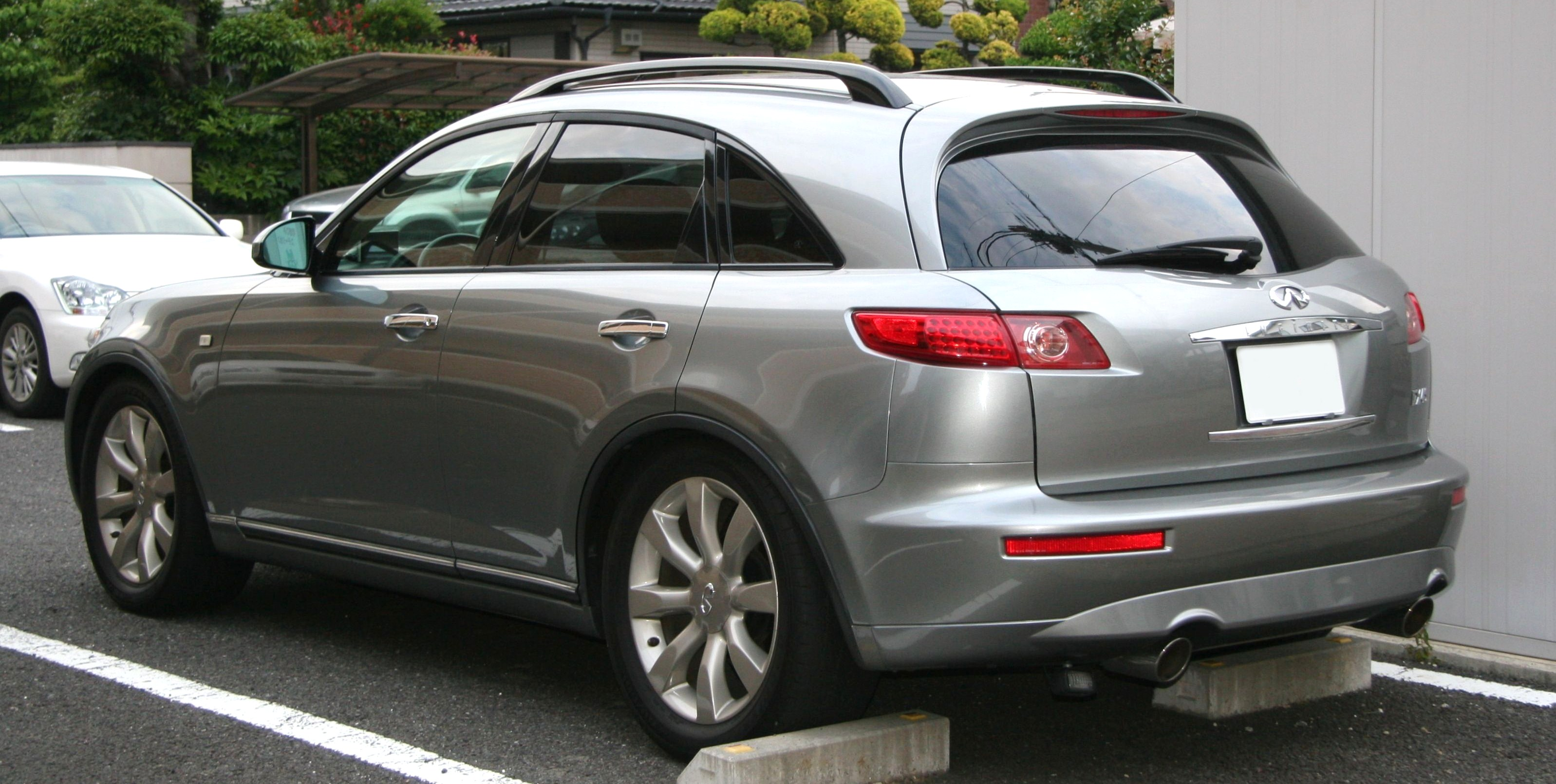
Вид сзади

Выпускалась в вариациях FX35 и FX45. FX35 доступен в двух трансмиссиях, RWD и AWD. Обе доступны в сочетании с 3.5-литровым бензиновым двигателем V6 с 24 клапанами VQ35DE, с головкой блока цилиндров из алюминиевого сплава, электронно управляемой системой сервопривода дросселя. В двигателе используются покрытые молибденом поршни низкого трения с непрерывной переменной синхронизацией клапана, которая частично оптимизирует открытие клапанов. Так же в двигателе применяется электронное управление отношением главной передаточной пары, с пятью скоростями автоматического переключения и режимом сдвига manumatic, который включает опцию последовательно выбираемых передач и соответствие режиму включения понижающей передачи.
FX45 оснащается 4.5-литровым (4 494 cc) бензиновым двигателем V8 с 32 клапанами DOHC VK45DE с четырьмя клапанами на цилиндр, зеркалированными распредвалами с головкой блока цилиндров из алюминиевого сплава. В двигателе используются покрытые молибденом поршни низкого трения, выпускные клапаны с добавлением титана, модульные головки цилиндра, зеркалированный коленвал, систему управления синхронизации клапана с плавной регулировкой, которая оптимизирует открытие клапанов.
Впервые FX был представлен как концепт в январе 2001 и 2002 годов, а серийная модель дебютировала в сентябре 2002 года. Производство автомобилей началось в январе 2003 года в США, и в мае 2004 в России. В сентябре 2004 года Infiniti FX подвергся небольшому обновлению: изменились фары, сиденья, подушки безопасности.

### Рестайлинг 2005 года
В FX45 рекомендуемые дополнительные обновления, включая новые 20-дюймовые колеса, кожаный оборудованных мест, пересмотренный спорт-настроенный четыре колеса независимая подвеска с новыми амортизаторами, система Bluetooth, и пакет "Премиум" стала стандартной. Продажи начались в январе 2006 года, после начала производства в ноябре 2005 года. Производство закончилось 28 февраля 2008 года, но последний автомобиль сошел с конвейера в мае того же года.

## Второе поколение
Впервые Infiniti FX II был официально представлен на Женевском Автосалоне  в марте 2008 года, и поступил в продажу 7 июня 2008 года. Модель FX35 сохранила двигатель V6 с VQ35HR V6, однако модель V8 была переименована в FX50 с учетом своего 5-литрового двигателя с недавно разработанным VK50VE.

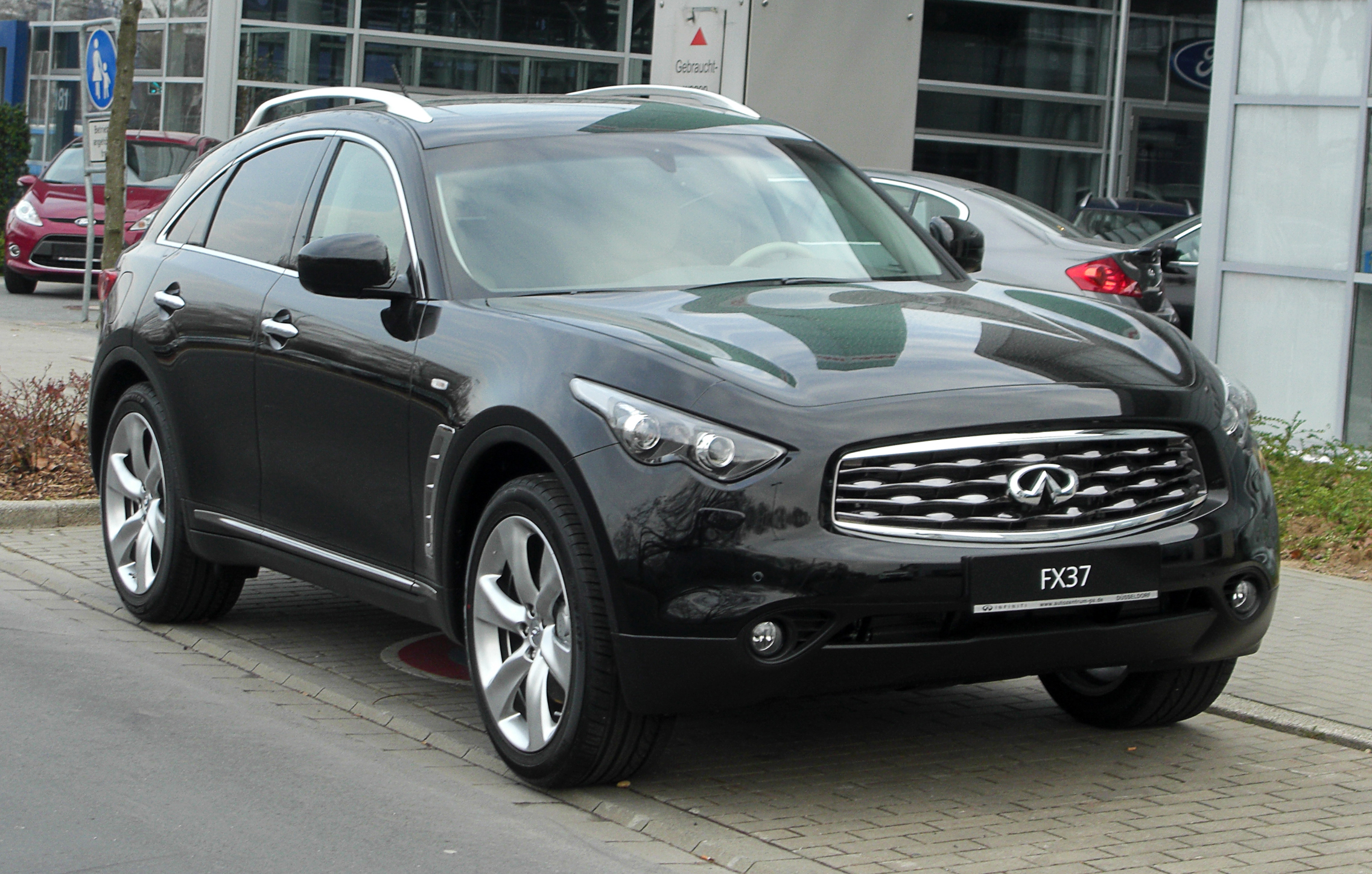
2012 Infiniti FX

С 2010 года выпускается дизельная модификация с двигателем V6 3.0 238 л. с. в 2011 году был проведен рестайлинг, двигатель 3,5 литра — 307 л.с был заменен на двигатель 3,7 литра — 333 л. с. Кроме того были добавлены некоторые опции, в частности система автоматического открытия пятой двери (Багажника).
В 2013 году автомобиль получил новое название Infiniti QX70.

### Безопасность
Автомобиль прошел тест Euro NCAP в 2009 году:
| Euro NCAP                                             | Euro NCAP | Euro NCAP | Euro NCAP             |
| ----------------------------------------------------- | --------- | --------- | --------------------- |
| · общий рейтинг                                       |           |           |                       |
| 86%                                                   | 77%       | 44%       | 99%                   |
| взрослый пассажир                                     | ребёнок   | пешеход   | активная безопасность |
| Протестированная модель: Infiniti FX37 GT, LHD (2009) |           |           |                       |

### Продажи в России
| Год  | Infiniti FX, шт. | Infiniti QX70, шт. |
| ---- | ---------------- | ------------------ |
| 2010 | 2539             | —                  |
| 2011 | 3306             | —                  |
| 2012 | 4191             | —                  |
| 2013 | 3521             | —                  |
| 2014 | —                | 2934               |
| 2015 | —                | 1766               |
| 2016 | —                | 1405               |
| 2017 | —                | 1175               |
| 2018 | —                | 541                |
| 2019 | —                | 1                  |